# Ораторий

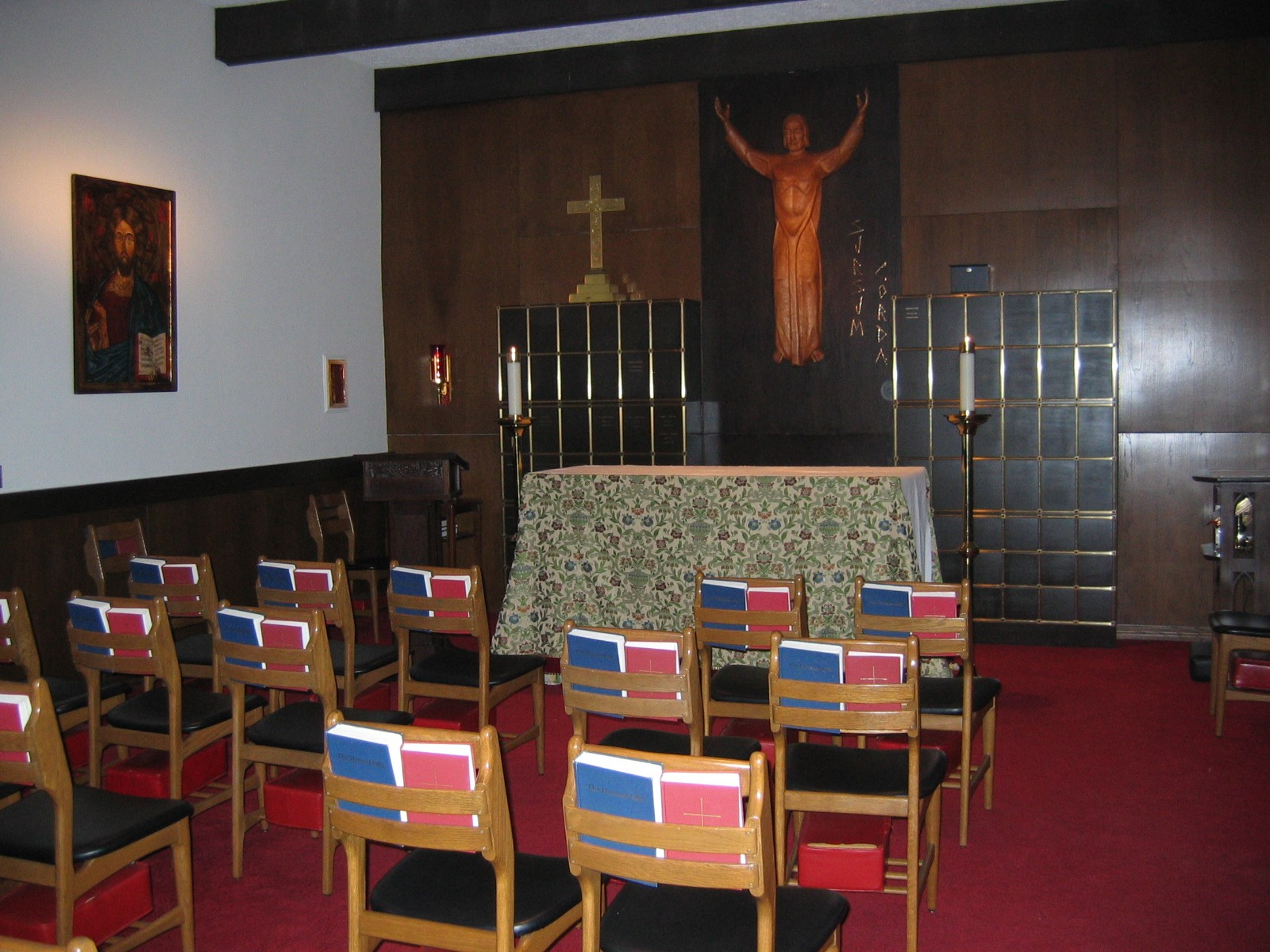
Ораторий в соборе святого Матфея, Даллас, США

 Орато́рий  (лат. oratorium — «молитвенный дом, место для молитвы») — освящённое здание или помещение, которое предназначено для молитв и совместного поклонения Богу.

## Значение
В отличие от церквей, которые открыты для всех желающих, ораторий используется определённой общиной, церковным движением или группой верующих для своих целей. Данное слово широко употребляется в Римско-католической церкви среди ораторианцев и салезианцев. Ср. Ораторий Святого Иосифа
Каноническое право Римско-католической церкви даёт определение оратория и разделяет оратории на частные и общественные, которые, в отличие от частных, могут быть открыты в определённое время для всех верующих:

«Под ораторием понимается место, с разрешения ординария предназначенное для культа Бога ради удобства той или иной общины или группы верующих, собирающихся в этом месте, куда с согласия правомочного настоятеля могут приходить и другие верные»

В ораториях могут совершаться с разрешения местного епископа или настоятеля церковной общины определённые богослужения. Согласно Каноническому праву Католической церкви оратории не должны использоваться для светских и хозяйственных нужд: «Ораторий нельзя передавать на светские цели без разрешения ординария», «они должны быть предназначены только для культа Бога, и всякое их использование в хозяйственных целях запрещается» .

## Источник
- Католическая Энциклопедия, т. 3, изд. Францисканцев, М., 2007, стр. 1075, ISBN 978-5-91393-016-3
- Кодекс Канонического Права, изд. «Институт философии, теологии и истории», М., 2007, ISBN 978-5-94242-045-1